# Anna Ricci
Anna [nacida Mercè] Ricci i Giraudo (Barcelona, 1930 - ibíd., 15 de febrero de 2001) fue una mezzosoprano española, que se dedicó profesionalmente al canto, a las representaciones de ópera clásica y a las teatrales de autores contemporáneos, así como a la recuperación de la lírica desde los siglos XII y XIII y a la enseñanza de la música.

## Biografía
Nacida en Barcelona de padres italianos, tuvo como profesora de canto a Concepción Callao y a Safford Cape como profesor de música antigua. Comenzó su carrera como cantante en 1949 y mantuvo siempre un amplísimo repertorio  que abarcaba, desde las cantigas, la lírica catalano-provenzal y la lírica hispánica de los siglos XII y XIII, así como la música sefardí que ayudó a recuperar, hasta la ópera y la música contemporánea del siglo XX. Debutó en 1959 en el Gran Teatro del Liceo de Barcelona y siempre tuvo una singular vinculación con muchas instituciones catalanas relacionadas con el arte, como la Fundación Miró o el Palacio de la Música Catalana.
Actuó en el Festival Internacional de Música de Barcelona, en el Festival de Aviñón, en Hannover y realizó varias grabaciones con la Radiotelevisione Italiana (RAI), con la Orquesta Nacional de España y con la Orquesta Sinfónica de la Ciudad de Barcelona. Vinculada también al teatro de vanguardia, colaboró con Joan Brossa en el montaje de Suite bufa, con música de Josep Maria Mestres Quadreny (1966), con Carles Santos en Concert irregular, el espectáculo músico-teatral Elsa de Gabrieli (1982), con música de Manuel Blancafort y Frederic Mompou, entre otros muchos, con Francisco Nieva en Corazón de Harpía (1989), y en 1991 colabora en Brossiana, obra musicada por John Cage, Andrés Lewin-Richter, Lluís Callejo, Gabriel Brncic, Eduardo Polonio y Jordi Rossinyol.
El último año de su vida, Anna Ricci lo dedicó a elaborar el proyecto Miralla, una colección de 12 discos compactos con una compilación de toda la actividad artística de su vida, para dejar un testimonio completo de su trabajo.
El fondo personal de Anna Ricci se conserva en la Biblioteca de Catalunya.

## Premios y galardones
En 1998 fue galardonada con el Premio Nacional de Música de Cataluña y en 1999 con el Premio Cruz de Sant Jordi, de la Generalidad de Cataluña. Tras su fallecimiento, el Ayuntamiento de Barcelona le concedió la Medalla de Oro al Mérito Artístico. El fondo de Anna Ricci se conserva en la Biblioteca de Cataluña.

## Registros sonoros
- Ricci, Anna (1983). Anna Ricci i William Waters a RN-2 F.M.: 5-11-83 (casete sonoro). (enlace roto disponible en Internet Archive; véase el historial, la primera versión y la última).
- — (1989). Entrevista a Anna Ricci: RNE: "Música sobre la marcha"; 15/02/1989 (casete sonoro). (enlace roto disponible en Internet Archive; véase el historial, la primera versión y la última).
- — (1992). Entrevista a Anna Ricci: Catalunya Música: conversa i música "A la manera de..." : julio 1992 (casete sonoro). (enlace roto disponible en Internet Archive; véase el historial, la primera versión y la última).
- — (22 de marzo de 1993). Entrevista a Manel Camp i Anna Ricci en motiu de la presentació de la suite "Ressorgir": [programa "Babel" de Catalunya Ràdio (casete sonoro). (enlace roto disponible en Internet Archive; véase el historial, la primera versión y la última).
- — (9 de febrero de 1999). Entrevista a Anna Ricci : RNE. Radio Clásica: "Diálogos" (casete sonoro). (enlace roto disponible en Internet Archive; véase el historial, la primera versión y la última).